# Stornella
Una stornella è un canto lirico monostrofico popolare tipico della Romagna.
Si differenzia dallo stornello toscano e romano per il suo carattere arcaico, non confrontabile con la moderna teoria armonica e quindi non accompagnabile con accordi come potrebbe avvenire per lo stornello toscano. Si basa infatti su scale modali medievali paragonabili a quelle in uso nel canto gregoriano, ma con una interna mobilità modale evidenziata dagli studi di Tullia Magrini, e per questo caratterizza la Romagna come una delle poche aree europee che conservano caratteri melodici così arcaici. Il canto delle stornelle in Romagna, oggi, non esiste più nella memoria popolare collettiva, solo pochi anziani ricordano ancora frammenti di quel passato musicale. I testi servivano anche per azzardare offese verso un contendente senza provocarne reazioni, poiché la Stornella era un terreno neutro entro il quale ci si poteva muovere impunemente utilizzando un codice verbale e musicale condiviso e accettato anche in quelle circostanze.
La stornella è cantata su quattro strofe di endecasillabi, spesso improvvisati e cantati alternativamente tra esecutori che un tempo si sfidavano su argomenti specifici o liberi. Canto simile ma su due sole strofe di endecasillabi è la bovara.
Un tempo i cantori più bravi si sfidavano cantando a turno una stornella alla volta, in alternanza, con regole precise basate sulla conduzione dei testi e sulle rime da "attaccare" alle precedenti, fino a quando uno dei due non avesse finito gli argomenti, perdendo la sfida. Questo canto è testimoniato nelle ricerche etnografiche almeno fin dall'Ottocento (Placucci, Pergoli) e poi nel Novecento (ad esempio Pratella), nel secondo dopoguerra si hanno le prime raccolte con registrazione magnetofonica e le successive analisi musicali (entrambe, in primo luogo, effettuate da Tullia Magrini, col supporto di Giuseppe Bellosi, esperto di dialetto romagnolo) hanno evidenziato il carattere assolutamente arcaico e unico per l'Europa (presente in altre limitate zone che si affacciano sul Mediterraneo)  di questi canti che presentano uso di scale modali e mobilità modale. Una delle ultime cospicue raccolte di stornelle con registrazione dalla viva voce di anziani testimoni di questo canto popolare, è stata effettuata tra il 1980 e il 1985 da Fabio Lombardi nella vallata del Bidente (Forlì).